# 사이토 도산
사이토 도산/도시마사(일본어: 斎藤 道三 さいとう どうさん[*] 斎藤 利政 さいとう としまさ[*], 메이오 3년(1494년) ~ 고지 2년 음력 4월 20일(1556년 5월 28일))는 센고쿠 시대의 무장으로, 미노국의 센고쿠 다이묘 사이토씨 초대 당주이다.

## 개요
호조 소운·아마고 쓰네히사 등과 함께 하극상 다이묘의 전형으로 꼽힌다. 이름도 없던 신분에서 승려, 기름 장수를 거쳐 센고쿠 다이묘까지 출세한 인물이라고 널리 알려졌다. 권모술수를 써서 덴분 11년(1542년) 미노의 슈고 도키씨(土岐)을 추방하고 미노의 센고쿠 다이묘로서 덴분 23년(1554년)까지 군림한 뒤, 장남 요시타쓰에게 가독을 물려주었다. 그러나 곧 요시타쓰와 불화하여 의절하고, 고지 2년(1556년) 4월에 나가라가와 전투(長良川の戦い)에서 소수의 병사를 이끌고 요시타쓰 군과 싸우다 전사하였다.
그러나, 최근에는 《기후 현사》(岐阜県史) 편찬 과정에서 발견된 고문서 「롯카쿠 쇼테이 서사」(六角承禎条書写)에 기록된 내용을 근거로, 미노국의 나라 훔치기(国盗り)는 도산의 대에 모두 이루어진 것이 아니라 도산의 부친 나가이 신자에몬노조(長井新左衛門尉, 별명은 호렌보法蓮房 ・ 마쓰나미 쇼고로松波庄五郎 ・ 마쓰나미 쇼쿠로松波庄九郎 ・ 니시무라 간쿠로 마사토시西村勘九郎正利)와 도산 이렇게 부자 2대에 걸쳐 이루어진 것이라는 견해가 유력하게 받아들여지고 있다(후술).

## 생애

### 사료에 보이는 도산의 내력
하극상으로 센고쿠 다이묘의 자리를 이루었다고 알려진 사이토 도산의 인물상은 에도 시대인 간에이 연간에 성립된 것으로 보이는 『미노 국 제구기』(美濃国諸旧記) 등에 의해 형성된 것으로 이후 사카구치 안고(坂口安吾) ・ 가이온지 주고로(海音寺潮五郎) ・ 시바 료타로(司馬遼太郎) 등이 집필한 역사소설로 유명해졌다. 그러나 1960년대에 시작된 『기후 현사』 편찬 과정에서 도산의 인물상은 크게 전환된다. 편찬 과정에서 「가스가 다쿠이치로 씨 소장 문서」(春日倬一郎氏所蔵文書) 속에서 에이로쿠(永禄) 3년(1560년) 7월자 「롯카쿠 쇼테이 서사」(六角承禎書写)가 발견되었다. 이 문서는 오미(近江)의 슈고 롯카쿠 요시카타(六角義賢))가 가신인 히라이씨(平井氏) ・ 가모씨(蒲生氏) 등에게 보낸 것으로 다음과 같은 내용을 담고 있다.
1. 사이토 지부(斎藤治部, 요시타쓰)의 조부인 신자에몬노이(新左衛門尉)는 교토(京都) 묘가쿠지(妙覚寺)의 중이었다.
2. 신자에몬노이는 니시무라(西村)라는 이름을 쓰며 미노로 와서 나가이 야지로(長井弥二郎)에게 출사하였다.
3. 신자에몬노이는 차츰 두각을 드러내며 나가이를 묘지(名字)로 쓰게 되었다.
4. 요시타쓰의 아버지 사콘노다이후(左近大夫, 도산)의 대에 이르러 소료(惣領)를 쳐서 죽이고 여러 직책을 빼앗아 사이토(斎藤)라는 묘지를 쓰게 되었다.
5. 도산과 요시타쓰는 의절하였고 요시타쓰는 아버지의 목을 베었다.

이 문서의 발견으로 이제껏 도산 한 대(代)에 이루어진 일로 알려져 있던 이른바 「나라 훔친 이야기」(国盗り物語)는 도산의 아버지인 신자에몬노이와 그의 아들인 도산 이렇게 부자가 2대에 걸쳐 벌인 일이었을 가능성이 높아졌다. 아버지 신자에몬노이로 보이는 이름이 고문서에서도 확인되는데, 다이에이(大永) 6년(1526년) 6월자 「도다이지 정사하향 주문」(東大寺定使下向注文) 및 다이에이 8년 2월 19일자 「막부 부교닌 봉서안」(幕府奉行人奉書案)에 「나가이 신자에몬노이」(長井新左衛門尉)라는 이름이 보이고 있다. 한편 도산이 사료에서 처음 등장하는 것은 덴분 2년(1553년) 6월자 문서에서로 여기에서는 「후지와라 노리히데」(藤原規秀)로 되어 있으며, 같은 해 11월 26일자 나가이 가게히로(長井景弘) ・ 나가이 노리히데(長井規秀)의 연서장(連署状)에도 그 이름이 보이고 있으나 진위 여부는 확실하게 알 수 없다.

### 전반생
※다음 내용은 통설로써 알려져 있는 일대기로써 도산의 약력을 서술하였습니다.
메이오(明応) 3년(1494년) 야마시로(山城) 오토쿠니 군(乙訓郡) 니시오카(西岡)에서 태어났다고 하나 태어난 해에 대해서는 에이쇼(永正) 원년(1504년)이라는 설도 있으며, 출신지에 대해서도 여러 가지 설이 있다. 『미노 국 제구기』에 따르면 선조 대대로 북면무사(北面武士)로 근무했고 아버지는 마쓰나미 사콘노죠칸 모토무네(松波左近将監基宗)라고 하며 사정이 있어 관직을 잃고 니시오카에서 살게 되었다고 한다.
도산은 어렸을 때의 이름을 미네마루(峰丸)라 하였으며 열한 살 되던 봄에 교토 묘가쿠지에서 출가, 호렌보(法蓮房)라는 이름으로 승려로써의 삶을 시작하였다. 그 뒤 사제이며 동문인 니치고보(日護房, 난요보南陽房)가 미노 국 아쓰미 군(厚見郡) 이마이즈미(今泉)의 죠자이지(常在寺)의 주지로 부임하고 호렌보도 이를 계기로 환속하여 마쓰나미 쇼고로(松波庄五郎, 쇼쿠로庄九郎라고도 하였다)라는 이름을 쓰게 되었다. 기름 장수인 나라야 마타베(奈良屋又兵衛)의 딸을 맞이하고 기름 장수가 되어 야마자키야(山崎屋)를 칭한 쇼고로는 다이에이(大永) 연간에 기름 파는 행상으로써 성공을 거두고 평판도 얻었다. 『미노 국 제구기』에 따르면 그의 장사 방법은 「기름을 부을 때 깔때기를 쓰지 않고 동전의 가운데 구멍을 통해 부어 보인다. 기름이 쏟아지면 대금은 받지 않는다.」라는 일종의 퍼포먼스를 선보임으로써 미노에서 평판을 얻었다고 한다.
어느 날 쇼고로는 자신에게서 기름을 사 가던 도키 가문의 야노(矢野)라는 무사로부터 「자네의 기름 파는 재주는 뛰어나지만 그래봤자 상인의 기술일 뿐이지. 그 힘을 무예에 쏟는다면 훌륭한 무사가 될 수 있을 텐데, 아깝구만」이라는 말을 듣게 되고, 이를 계기로 마음을 고쳐 장사를 그만두고 창과 철포(鉄砲)를 익혀 무예의 달인이 되었다고 한다. 그 뒤 무사가 되고 싶다는 생각을 하게 된 쇼고로는 미노 죠자이지의 니치고보 즉 니치운(日運)을 의지하여 미노의 슈고 가문인 도키 씨(土岐氏)의 고슈고다이(小守護代) 나가이 나가히로(長井長弘)의 가신이 되는데 성공, 나가이 집안의 가신인 니시무라 씨(西村氏)의 이름을 빌려 니시무라 간쿠로 마사토시(西村勘九郎正利)라 칭하였다.
간쿠로는 그 무예와 재주로 차츰 두각을 드러냈고, 미노 슈고의 둘째 아들인 도키 요리아키(土岐頼芸, 도키 요리요시)의 신뢰를 얻게 되었다. 요리아키가 형 마사요리(政頼, 마사타케頼武)와의 가독 상속에서 패하자 간쿠로는 몰래 대책을 강구하였고 다이에이 7년(1527년) 8월에 마사요리를 가와테 성(革手城)에서 급습해 에치젠(越前)으로 내쫓고 요리아키가 슈고로 보임되는데 큰 역할을 하였다. 요리아키의 두터운 신임을 얻게 된 간쿠로는 자신과 마찬가지로 요리아키의 신임을 얻고 있던 나가이 나가히로를 제거할 계획을 세우고 교로쿠(享禄) 3년(1530년) 정월 또는 덴분 2년(1533년) 나가이 나가히로의 행실을 트집잡아 그를 죽이고 나가이 신쿠로 노리히데(長井新九郎規秀)라는 이름을 쓰게 되었다.
이 무렵 간쿠로에 의해 에치젠으로 쫓겨난 마사요리의 아들 요리즈미(頼純)가 반격의 기회를 엿보고 있었다(이 무렵 마사요리는 이미 사망해 있었을 가능성이 높다). 덴분 4년(1535년)에 요리아키와 함께 요리즈미와 격돌하였고, 에치젠의 아사쿠라 씨(朝倉氏), 오미의 롯가쿠 씨(六角氏)가 가담하면서 전란은 미노 전역으로 퍼졌다.
덴분 7년(1538년)에 미노의 슈고다이(守護代) 사이토 도시요시(斎藤利良)가 병사하고 그의 뒤를 이어 사이토 신쿠로 도시마사(斎藤新九郎利政)라 칭하였다. 덴분 8년(1539년)에는 거성(居城) 이나바 산성(稲葉山城)의 대대적인 개축을 행하였다.
※이러한 전승들은 도산의 아버지 신자에몬노이의 경력도 섞여 있을 가능성이 높다. 다이에이 연간의 문서에 보이는 「나가이 신자에몬노이」(長井新左衛門尉)가 도산의 아버지와 동일인물이라고 한다면 이미 아버지의 대에 나가이 씨로써 활동하였다는 것이 된다. 나아가 덴분 2년 문서에 후지와라(나가이) 노리히데의 이름이 보이기 시작하는 것으로 보아 도산이 아버지로부터 가독을 상속받은 것은 이 무렵으로 추정되고 있다. 또한 구교(公卿) 산조니시 사네타카(三条西実隆)의 일기에는 이 해 도산의 아버지가 사망하였다고 되어 있다. 같은 해 11월 26일자 문서)에는 나가이 가게히로와의 연서(連署)로 주가(主家)를 중시하는 형식으로 되어 있어, 도산이 나가이 나가히로를 살해했을 때 나가이 씨라는 이름을 이어받고 나가히로의 자손에게 상속을 허락받았다고 하는 전승을 부정하는 것이었다. 또한 나가이 나가히로의 서명이 들어간 금제문서(禁制文書)가 교로쿠 3년 3월자로 발급되었는데, 적어도 교로쿠 3년 정월의 나가히로 살해는 잘못 전해진 것임이 알려져 있다. 그러나 이후 덴분 3년 9월자 문서인 『화엄사문서』(華厳寺文書) 속의 「후지와라 노리히데 금제」(藤原規秀禁制)에는 도산의 단독 서명이 보이며, 이후 가게히로의 이름은 어떤 문헌에서도 나오지 않는 것으로 보아 이 무렵까지 가게히로가 은퇴 또는 사망한 것으로 추정되고, 정말로 도산이 가게히로를 살해한 것인지도 알 수 없다. 또한 도산은 나가이 종가의 자격을 손에 얻었던 것인지도 모른다. 어느 것도 확정된 것은 없다.

### 미노국 훔친 이야기
덴분 10년(1541년) 도시마사에 의해 도키 요리미쓰(土岐頼満, 요리아키의 동생)가 독살된 것을 계기로 요리아키와 마사토시는 서로 대립하고 항쟁하기 시작하였다. 한때는 도시마사가 궁지에 몰리기도 하였으나, 덴분 11년(1542년) 도시마사는 요리아키의 거성 오가 성(大桑城)을 고쳐 요리아키와 그 아들 지로(二郎, 요리쓰구頼次)를 오와리(尾張)로 추방하고 사실상 미노 국의 국주(国主)가 된다.
그러나 오와리에서 오다 노부히데(織田信秀)의 후원을 얻은 요리아키는 우선 앞서 에치젠으로 추방된 뒤에 이치조타니에서 아사쿠라 다카카게(朝倉孝景)의 비호를 받고 있던 조카 요리즈미(그 이전에 아버지 마사요리는 사망해 있었던 것으로 추정된다)와 제휴를 맺고 양측은 도키 씨의 미노 복귀를 명분으로 아사쿠라 씨와 오다 씨의 원조를 얻어 미노로 침공하였다. 그 결과 요리아키는 이비 기타카타 성(揖斐北方城)으로 들어가고 요리즈미(또는 마사요리도 생존해 활동하고 있었다는 설도 있으나 알 수 없다)는 가와테 성으로 복귀하였다.
덴분 16년(1547년) 9월에 오다 노부히데가 대규모로 이나바 산성을 공격하였으나 도시마사는 오히려 농성전에서 오다군을 궤멸 직전까지 몰아넣었다(가노우구치 전투加納口の戦い). 한편으로 요리즈미도 같은 해 11월에 병사하였다. 이러한 정세 아래서 도시마사는 오다 노부히데와 화목을 맺고 덴분 17년(1548년)에 딸 기쵸(帰蝶)를 노부히데의 적자인 노부나가(信長)에게 시집보냈다.
기쵸를 노부나가에게 시집보낸 뒤에 쇼토쿠지(正徳寺)에서 만나보고 「멍청한 놈」(うつけ者)이라는 평을 듣던 노부나가가 많은 철포를 호위로 장비하고 정장을 갖추고 찾아온 것에 크게 놀라서 사이토 도시마사는 노부나가를 눈여겨보는 동시에 가신인 이노코 효스케(猪子兵助)에게 「내 자식들은 저 멍청한 놈(노부나가)의 문간에서 말이나 치는 신세가 될 것이다」라고 말했다고 『신장공기』(信長公記)는 적고 있다.
이 화목이 맺어짐으로써 오다 가문의 후원을 얻은 도시마사에게 반역한 아이바 성(相羽城) 성주 나가야 가게오키(長屋景興)나 이비 성(揖斐城) 성주 이비 미쓰치카(揖斐光親) 등을 멸망시키고 나아가 이비 기타카타 성에 있던 요리아키를 덴분 21년(1552년)에 다시금 오와리로 추방하였다. 이로써 미노는 완벽하게 평정되었다.

### 만년과 최후
덴분 23년(1554년) 도시마사는 가독을 아들 요시타쓰(義龍)에게 넘겨주고 자신은 죠자이지에서 머리를 깎고 출가하여 도산(道三)이라 칭하고 사기 산성(鷺山城)에 은거하였다. 그러나 도산은 요시타쓰보다도 그 동생인 마고시로(孫四郎)나 기헤이지(喜平次) 등을 편애하였고, 급기야 요시타쓰를 폐적할 생각까지 하기 시작하였다. 도산과 요시타쓰의 불화가 표면에 드러나고、고지(弘治) 원년(1555년) 요시타쓰는 동생들을 살해하고 도산에 맞서 거병하였다.
나라 훔친 일로 도산의 편에 서는 자는 없었고 이듬해 고지 2년(1556년) 4월에 17,500명의 병사를 거느린 요시타쓰에 맞서 2,500명의 병사로 도산은 나가라 강(長良川) 강변에서 벌어진 싸움에서(나가라 강 전투長良川の戦い) 사위 노부나가가 원군을 보낼 사이도 없이 중과부적으로 도산은 전사하였다. 향년 63세였다.

## 묘소
사이토 도산의 묘소는 일본 기후 현(岐阜県) 기후 시(岐阜市)의 죠자이지(常在寺)에 있는 것 외에도 같은 시에 소재한 도산즈카(道三塚)도 도산의 묘소라 전하고 있다. 죠자이지에는 도산의 초상화나 「사이토 야마시로」(斎藤山城)라는 인(印) 등이 소장되어 있다.

## 자손
아버지는 마쓰나미 쇼고로(松波庄五郎) 또는 마쓰나미 모토무네(松波基宗)이고(후술), 아들로 요시타쓰(義龍), 마고시로(孫四郎, 다쓰모토龍元, 다쓰시게龍重), 기헤이지(喜平次, 다쓰유키龍之, 다쓰사다龍定), 이요(利堯, 玄蕃助), 나가타쓰(長龍, 도시오키利興 또는 도시하루利治라고도 한다）、이치요(日饒, 묘가쿠지妙覚寺 19세 주지), 닛카쿠(日覚, 죠자이지常在寺 6세 주지). 또한 나가이 미치토시(長井道利)는 나가이 도시타카(長井利隆)의 아들로 도산의 동생이라고도, 또는 도산이 젊어서 본 아들이었다고도 한다. 딸은 마데노코지 요리쓰나(姉小路頼綱)의 정실과 기쵸(帰蝶, 노히메濃姫, 오다 노부나가의 정실) 등이 있다.

## 같이 보기
- 사이토씨